# Hylaeus nivaliformis
Hylaeus nivaliformis is een vliesvleugelig insect uit de familie Colletidae. De wetenschappelijke naam van de soort is voor het eerst geldig gepubliceerd in 1977 door Dathe.